# LkCa 15

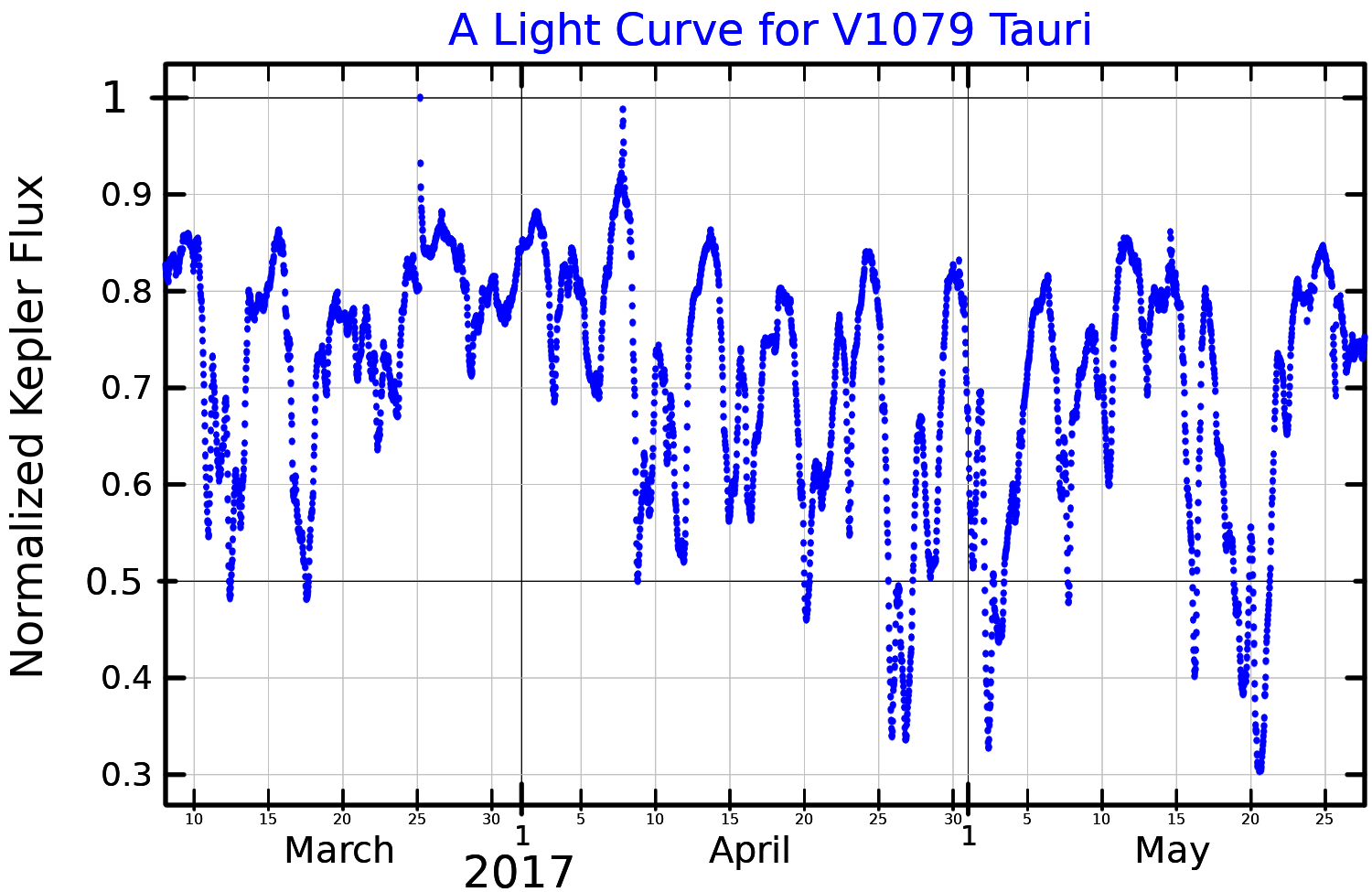
改編自Alencar"等人"（2018年）的 金牛座V1079的光變曲線。

LkCa 15是在金牛座分子雲中的一顆金牛T型星。這些類型的恆星是相對年輕，顯示亮度變化不規則的主序前星。它的質量約為太陽的97%，有效溫度為4370K，這比太陽略冷。它的視星等為11.91，這意味著它是肉眼看不見的。

## 行星系統
LkCa 15被原行星盤圍繞，這是許多金牛座T星的典型特徵。 恆星周圍的圓盤質量大約是木星的55倍，並且由三個主要帶（部件）組成。觀測到的星周盤亮度微小變化可能是由於行星伴星造成的；這顆恆星被認為有一顆原行星天體或系外行星圍繞它運行， 稱為LkCa 15 b。 這個名稱來源於一項古老的調查。後來，人們懷疑存在多達三顆行星。隨著更高分辨率的成像科技出現，這些行星的存在於2019年遭到了駁斥。
| 成員 (依恆星距離) | 质量        | 半長軸 (AU) | 轨道周期 (天) | 離心率      | 傾角  | 半径 |
| ----------------- | ----------- | ----------- | ------------- | ----------- | ----- | ---- |
| 原行星盤組件1     | 0.12 — 3 AU | 0.12 — 3 AU | 0.12 — 3 AU   | 0.12 — 3 AU | 50°   | —    |
| b (未确认)        | 6+1 − MJ    | 15.7+2.1 −  | 40000         | ?           |       |      |
| 原行星盤組件2     | 20 — 40 AU  | 20 — 40 AU  | 20 — 40 AU    | 20 — 40 AU  | 51.5° | —    |
| 原行星盤組件3     | 55 — 160 AU | 55 — 160 AU | 55 — 160 AU   | 55 — 160 AU | 50°   | —    |

LkCa 15 b是位於金牛-禦夫恆星形成區的一顆恆星，LkCa 15軌道上的候選原行星天體。亞當·克勞斯（Adam Kraus）和邁克爾·愛爾蘭（Michael Ireland）在2011年使用Keck II望遠鏡的直接成像科技潜在的影響發現了它。2015年，一項對麥哲倫望遠鏡和大雙筒望遠鏡觀測結果的研究，認為行星是通過吸積形成的。這將是第一顆在活動的吸積過程中觀測到的系外行星。隨著更高分辯率的成像科技的出現，這顆行星的存在於2019年遭到了駁斥。